# متی آجاوون
متی آجاوون (انگلیسی: Matee Ajavon؛ زادهٔ ۷ مهٔ ۱۹۸۶) بازیکن بسکتبال اهل لیبریا-ایالات متحده آمریکا است که در مسابقات کشوری و بین‌المللی در مجموع برندهٔ ۱ مدال طلا شده‌است . از باشگاه‌هایی که در آن بازی کرده‌است می‌توان به آتلانتا دریم اشاره کرد.